# Blake Swihart
Blake Aubry Swihart (né le 3 avril 1992 à Bedford, Texas, États-Unis) est un receveur de la Ligue majeure de baseball.

## Carrière
Blake Swihart est repêché au premier tour de sélection par les Red Sox de Boston en 2011. Il est le 26e athlète sélectionné au total au repêchage amateur de 2011 et un choix que les Red Sox possèdent en compensation de la perte dans les mois précédents d'un agent libre Adrián Beltré. Au début 2012, Swihart apparaît pour la première fois au top 100 annuel des meilleurs joueurs d'avenir dressé par Baseball America. Classé 72e, il est absent du palmarès en 2013, y revient en 73e position avant la saison 2014 et fait un bond pour atteindre la 17e au début 2015.
Il fait ses débuts dans le baseball majeur avec Boston le 2 mai 2015.  Dans ce premier match, il réussit contre le lanceur Nathan Eovaldi des Yankees de New York son premier coup sûr dans les majeures.